# Antena de Oro 1971
L'Edició dels Premis Antena de Oro, concedits per la Federació d'Associacions de Professionals de Ràdio i Televisió el 24 de juny de 1972 en un acte al Palau de Congressos de Madrid presidit per Manuel Aznar Acedo però corresponents al 1971, va guardonar:

## Ràdio
- María Pilar Alvarez, de la COPE, Madrid;
- Aurelio de la Viesca, de Radio Cádiz;
- Jorge Arandes, de Radio Nacional de España a Barcelona;
- Eduardo Bonachera, de Radio Nacional de España a Sevilla,
- Juan Fernández Lozano, de la CAR, d Málaga.
- Félix Benito, de Radio Sabadell;
- Salvador Carrasco, de La Voz de Andalucía,
- Gabriel José Echevarría, de Radio Nacional de España a Madrid;
- Elena Espigares, de La Voz de Granada;
- Enrique Franco, de Radio Nacional de España a Madrid;
- Vicente Marco Orts, de la SER, de Sevilla;
- Jesús Molinonuevo, de La Voz de Madrid,
- Manuel Moreno, de Radio Sevilla,
- Ángel Guillermo Más Legaz, de Radio Nacional de España a Múrcia,
- Domingo Pasarón, de la SER a Madrid.
- Juana Ginzo, de la Cadena SER.
- María Victoria Durá Eulogia, de RNE.

## Televisió
- Ignacio del Castillo
- José Lapeña Esquivel
- Clara Isabel Francia Somalo
- Pedro Grima
- Manuel Cabanillas
- Juan Antonio Sáez
- Julio Ferrero
- Cirilo Rodríguez,
- Crónicas de un pueblo.
- Visto para sentencia.

## Honorífiques
- Pedro Ara Aísa
- Manuel Salvador Morales
- José Manuel Riancho
- Eulalia Triviño
- José Luis Torres